# Bank of America Plaza (Tampa)
Pour les articles homonymes, voir Bank of America Plaza.
La Bank of America Plaza est un gratte-ciel de bureaux de 176 mètres de hauteur construit à Tampa en Floride en 1986. A son achèvement c'était le plus haut immeuble de Tampa. Il a été surpassé de très peu (63 centimètres) en 1992 par le 100 North Tampa. Il était de classe A jusqu'en 2004, selon la classification du BOMA
Les architectes sont les agences HKS, Inc et Odell & Associates

## Attentat de Tampa du 5 janvier 2002
Le 5 janvier 2002 un avion Cessna 172R qui a été volé, qui a décollé sans permission de l'aéroport de St. Petersburg-Clearwater et qui était aux mains d'un jeune pilote de 15 ans, Charles Bishop, s'est écrasé volontairement contre le 28e étage. Le pilote a été tué mais personne dans l'immeuble n'a été blessé car le crash a eu lieu le samedi quand peu de personnes étaient dans l'immeuble. Une lettre d'adieu a été trouvé dans les débris de l'avion, exprimant un soutien pour Oussama Ben Laden.

## Architecture
L'immeuble comprend un garage de 1 260 places
La façade est en marbre.